# 1. smučarskolovska brigada (Wehrmacht)
Za druge 1. brigade glej 1. brigada.
1. smučarskolovska brigada (izvirno nemško 1. Skijäger-Brigade) je bila lahka gorska smučarska brigada, ki je bila v sestavi Wehrmachta med drugo svetovno vojno.

## Zgodovina
Brigada je bila ustanovljena septembra 1943 pri armadni skupini Sredina.
2. junija 1944 je bila reorganizirana v 1. smučarskolovsko divizijo.

## Vojna služba
| Datum         | Delovanje | Korpus        | Armada    | Armadna skupina         | Področje |
| december 1943 | rezerva   | /             | /         | Armadna skupina Sredina | ?        |
| januar 1944   | rezerva   | /             | /         | Armadna skupina Sredina | ?        |
| februar 1944  |           | XXIII. korpus | 2. armada | Armadna skupina Sredina | Pripjet  |
| april 1944    |           | LVI. korpus   | 2. armada | Armadna skupina Sredina | Pripjet  |

## Sestava
September 1943
- 1. smučarskolovski polk

- 1. bataljon
- 2. bataljon

- 2. smučarskolovski polk

- 1. bataljon
- 2. bataljon

- 1. težki smučarski bataljon

1. december 1943
- 1. smučarskolovski polk

- 1. bataljon
- 2. bataljon

- 2. smučarskolovski polk

- 1. bataljon
- 2. bataljon

- 1. težki smučarski bataljon
- minometalni bataljon
- 85. smučarski pionirski bataljon
- 152. artilerijski polk

## Pripadniki
Divizijski poveljniki
| 1. | ?            | Günther von Manteuffel | (september 1943–13. maj 1944) |
| 2. | Generalmajor | Martin Berg            | (13. maj 1944–2. junij 1944)  |

Nosilci viteškega križa
Pripadniki brigade niso prejeli nobenega viteškega križa železnega križa.